# اخلاق عملی (کتاب)
اخلاق عملی (به انگلیسی: Practical Ethics)، کتابی از فیلسوف اخلاق پیتر سینگر است که در سال ۱۹۷۹ منتشر شد، و مقدمه‌ای بر اخلاق کاربردی است. این کتاب به چندین زبان ترجمه شده‌است.

## خلاصه
سینگر به تفصیل تحلیل می‌کند که چرا و چگونه باید علایق موجودات را سنجید. به نظر او، منافع یک موجود را باید همیشه بر اساس ویژگی‌های عینی آن موجود سنجید، نه بر اساس تعلقش به گروهی انتزاعی. سینگر تعدادی از مسائل اخلاقی از جمله نژاد، جنسیت، توانایی، گونه، سقط جنین، اتانازی، نوزادکشی، آزمایش جنین، وضعیت اخلاقی حیوانات، خشونت سیاسی، کمک‌های خارجی از کشورهای دیگر و این‌که آیا ما موظف به کمک به دیگران هستیم را مطالعه می‌کند. ویرایش دوم ۱۹۹۳ فصولی در مورد پناهندگان، محیط زیست، برابری و ناتوانی، آزمایش رویان، و رفتار با دانشگاهیان در آلمان اضافه می‌کند. ویرایش سوم که در سال ۲۰۱۱ منتشر شد، فصل مربوط به پناهندگان را حذف کرده و شامل فصل جدیدی در مورد تغییرات آب و هوایی است.

## بازخورد
اخلاق عملی به‌طور گسترده مخاطب داشته و خوانده می‌شود، و توسط فیلسوف جان مارتین فیشر به‌عنوان «متنی عالی برای دوره مقدماتی اخلاق» توصیف شده‌است. فیلسوف جیمز ریچلز این کتاب را «مقدمه‌ای با محوریت موضوعات عملی مانند سقط جنین، نژادپرستی و غیره» توصیه کرد. فیلسوف میلان انگل این کتاب را «برای هر کسی که علاقه‌مند به داشتن یک زندگی اخلاقی است باید بخواند» نامیده‌است.
بررسی هربرت لیونل آدولفوس هارت از اولین نسخه در نقد کتاب نیویورک متفاوت بود. هارت درحالی‌که می‌نویسد «در مورد سودمندی کتاب این فایده‌گرا برای دانش‌آموزان به‌سختی می‌توان اغراق کرد»، اخلاق عملی را به‌دلیل ناهماهنگی فلسفی در فصل سقط جنین مورد انتقاد قرار داد. او استدلال می‌کند که سینگر به‌اندازه کافی توضیح نمی‌دهد که ترجیح و سودمندی هر کدام چگونه به سقط جنین نگاه می‌کنند، و تفاوت‌های آن‌ها را آشکار نمی‌کند.

## برای مطالعه بیش‌تر
- میدلی, ماری (اکتبر 1980). "بررسی: نتیجه‌گرایی و عقل سلیم". گزارش مرکز هاستینگز. 10 (5): 43–44. doi:10.2307/3561052. JSTOR 3561052.